# Lista de governantes de Logudoro
Os Juízes de Logudoro (ou Torres, em italiano Giudici) governaram o Noroeste da ilha da Sardenha entre os séculos XI e XIII. O título provinha de influência bizantina, já que era este o título oferecido pelo Imperador aos governantes subordinados no Oeste Europeu. No século XI tornaram-se independentes como um dos quatro julgados-estado que existiram na Sardenha da Idade Média. Logudoro teve a particularidade (ao contrário dos restantes julgados) de se manter sempre na mesma família, os Lacon Gunale. Resistiu às lutas entre as cidades-estado italianas de Pisa e Génova pela posse total da ilha, mas não por muito tempo. Caiu em 	1259, depois da morte da grande Adelásia de Torres, cujo governo marcou os últimos anos deste julgado. 

## Juízes-Reis de Logudoro (Torres)

### Casa de Lacon Gunale
- 1015-1038: Gonário I Cosme I
- 1038-1065: Torquitório Barisão I
- 1065-1073: Torquitório Barisão I e André I Tanca
- 1073-1082 (ou 1112): Mariano I
- 1082 (ou 1112) - 1128: Constantino I
- 1128-1153: Gonário II, abdicou; tornou-se monge na Ordem de São Bernardo de Claraval, falecendo em 1182.
- 1153-1170: Barisão II
- 1170-1191: Barisão II, e o seu filho associado, Constantino II
- 11-191198: Constantino II
- 1198-1218: Cosme II
- 1218-1232: Mariano II
- 1232-1236: Barisão III, sob Conselho de Regência
- 1236-1238: Adelásia I
- 1236-1246: Adelásia I e o marido, Enzio
- 1246-1259: Adelásia I

Com a morte de Adelásia sem descendência, o julgado é dividido entre Arborea e as famílias Dória e Malaspina.